# Microrregión de Vilhena
La Microrregión de Vilhena es una de las ocho microrregiones del estado de Rondonia, en Brasil. Forma parte de la Mesorregión del Este Rondoniense. Está formada por seis municipios.

## Municipios
- Chupinguaia
- Parecis
- Pimenta Bueno
- Primavera de Rondônia
- Son Felipe d'Oeste
- Vilhena

- Datos: Q2270377